# Philips Angel

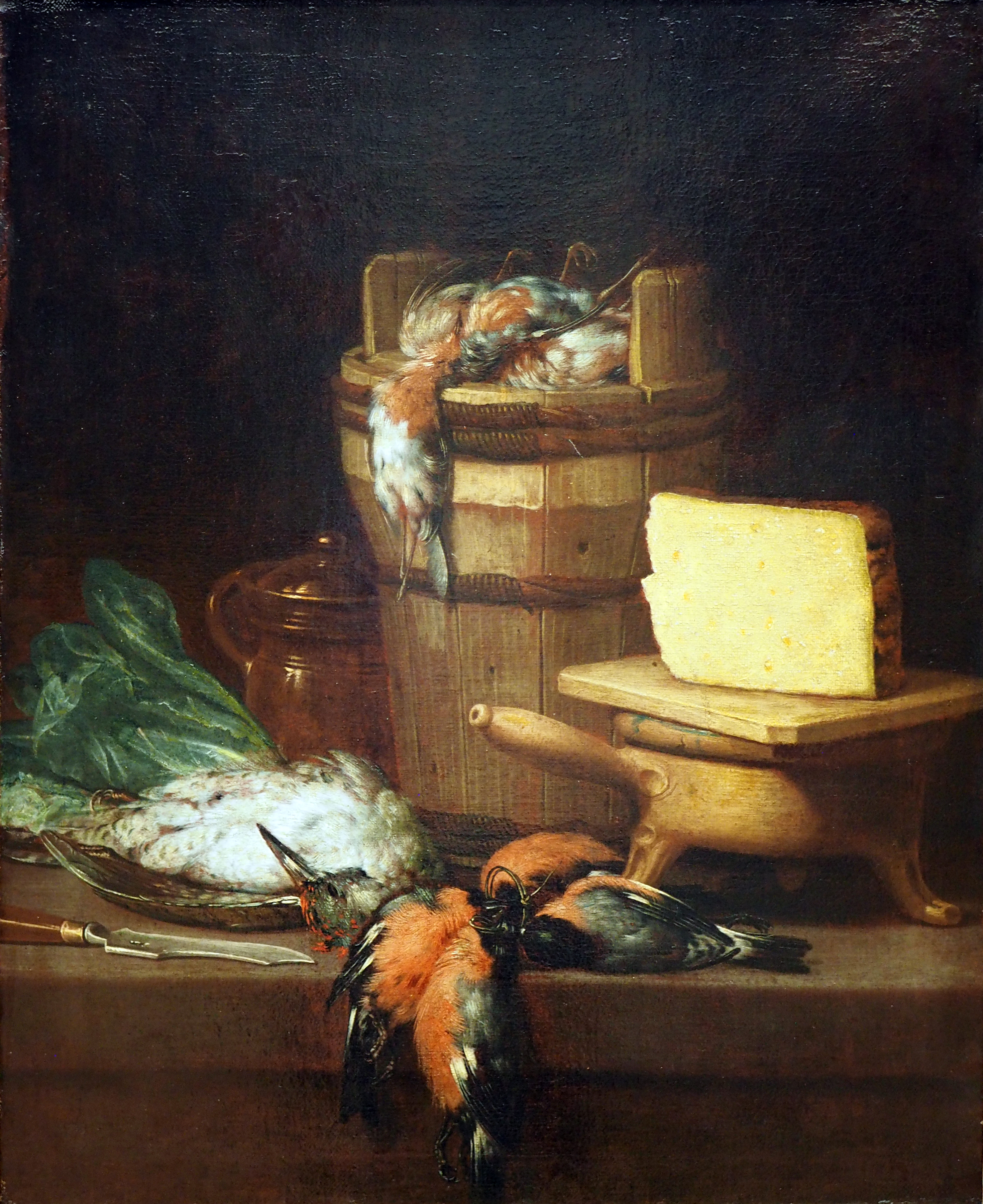
Martwa natura z maselnicą, serem i ptakami, Landesmuseum Hannover

Philips Angel I (ochrz. 14 września 1616 w Middelburgu, zm. po 22 października 1683 tamże) – holenderski malarz, rysownik i grafik barokowy.

## Życiorys
Jego twórczość została słabo poznana, gdyż równolegle działał jego kuzyn, Philips Angel II.
Philips Angel I w 1639 wstąpił do gildii św. Łukasza w Haarlemie, a w 1643 został mianowany jej sekretarzem. W międzyczasie przebywał w Lejdzie (1641–1642) W 1652 powrócił do Middelburga, gdzie w latach 1669–1683 był odnotowany w rejestrach tamtejszej gildii św. Łukasza.

## Twórczość
Angel malował przede wszystkim martwe natury, jego prace można podzielić na trzy główne grupy:
- wnętrza stodół z akcentem na elementy martwej natury
- martwe natury śniadaniowe – z jedzeniem, naczyniami i przedmiotami kuchennymi
- martwe natury z martwym ptactwem.

Dwie pierwsze grupy wykazują duże podobieństwo do twórczości Fransa Rijckhalsa, który być może był nauczycielem Angela w Middelburgu. Dodatkowo, w martwych naturach śniadaniowych, widoczny jest wpływ malarzy z Haarlemu, takich jak Floris van Dijck, zwłaszcza w tendencji do budowania kompozycji. Najlepsze prace Angela należą do trzeciej grupy, w której zademonstrował swój talent do malowania futer i piór.
Obecnie przypisuje się mu około 30 obrazów. W zbiorach Muzeum Narodowego w Warszawie znajduje się obraz artysty Śniadanie.